# Ana López de Vivanco y Manrique
Ana López de Vivanco y Manrique   (Madrid, c. 1570 - Madrid, c. 1630), de nom religiós Ana de San Antonio, va ser una religiosa concepcionista castellana.
Va néixer a Madrid al voltant de 1570. Era la filla primogènita, primera de sis fills, de Juan López de Vivanco y Velasco, montero de cambra i secretari del rei Felip II de Castella, i d'Antonia Manrique de Lara y Laínez, ambdós d'origen noble. Estava emparentada amb Diego Laínez, un dels fundadors i segon general de la Companyia de Jesús.
Educada en la religió catòlica, va quedar òrfena de mare als 10 anys, raó per la qual el seu pare la va deixar, juntament amb les seves germanes, a càrrec de la seva tieta, la religiosa María de San Pablo. Als catorze anys va començar com a novícia, i després de dos anys va prendre l'hàbit i va professar com a religiosa al monestir de la Concepción Francisca de Madrid, on va seguir l'exemple de la seva tieta, amb la qual va ser fundadora del convent de San José de Jesús María, conegut com «del Caballero de Gracia» el 1603. Va esdevenir-ne primera vicària i la segona abadessa, després de la seva tieta, per espai de 21 anys des de 1609, on va distingir-se per la seva virtut, caritat i perfecció religiosa, fins a la seva cap a 1630.